# One Prudential Plaza
One Prudential Plaza är en 41 våningar hög skyskrapa i Chicago, Illinois. Den 183 m höga byggnaden används som kontor, och färdigställdes 1955. Den är byggd i en tidigt modernistisk stil. One Prudential Plaza är en del av ett kontorskomplex med Two Prudential Plaza.